# ダビデ・バルネア
ダビデ・“ダディ”・バルネア（ヘブライ語: דוד (דדי) ברנע、1965年3月29日 - ）は、イスラエルの諜報機関職員、モサド長官。
2021年にヨッシ・コーエンの後任としてモサド長官に就任した。

## 生い立ち
アシュケロンに生まれ、リション・レジオンで育つ。父ヨセフ・ブルナー（後にバルネア）はナチス・ドイツから逃れて3歳でパレスチナに移住。ハポエル・ハミズラヒ・イェシーバーを卒業後、パルマッハに参加し、第3大隊で戦い、後にイスラエル空軍の中佐となった。民間ではタディラン社の管理職も務めた。母ナオミはSSパトリア号上で生まれ、教師・校長として働いた。

## 学歴・軍歴
テルアビブの軍事寄宿学校で教育を受け、1983年にIDFに入隊。サイェレット・マトカルに所属。後に渡米し、ニューヨーク工科大学で学士号を取得、ペース大学でMBAを取得。帰国後、投資銀行でビジネスマネージャーを務めた。

## モサドでの経歴
1996年にモサドに入局。ツォメット部門で国内外の作戦部隊を指揮し、のちにケシェット部門副部長に就任。2013年にツォメット部門長となり、在任中に国家安全保障賞を4回受賞。2019年にはモサド副長官に昇進し、2021年6月に長官に就任した。

## ガザ戦争と交渉活動
2023年のガザ戦争開始後、イスラエル人人質の解放を目的としたハマスとの交渉を主導。2023年11月9日にはカタール・ドーハにてCIA長官ウィリアム・バーンズ、カタール首相と会談し、停戦と人質解放の可能性を協議した。この協議はジョー・バイデン米大統領とベンヤミン・ネタニヤフ首相の会談にも反映され、軍事優先のネタニヤフに対して外交的解決策を強く主張した。